# 莇仁蔵
莇 仁蔵（あざみ じんぞう）は日本のジャーナリスト。元毎日新聞社代表取締役。タイムカプセルEXPO70委員。

## 経歴
- 千葉県出身。
- 1933年　旧制千葉県立佐倉中学校(現在の千葉県立佐倉高等学校)卒業。
- 1940年　東京帝国大学(現在の東京大学)卒業。
- 毎日新聞社入社。
- 毎日新聞東京本社編集局長、毎日新聞経済部長、エコノミスト編集長、毎日新聞編集総長などを歴任。
- 毎日新聞社代表取締役。
- タイムカプセルEXPO70委員。

## 著書

### 書籍
- 『クビキリ時代』1965年・毎日新聞社
- 『60年代経済展望談義』1958年・毎日グラフ
- 『石川さんの思い出を語る。石川一郎追想録』1971年・共著、社団法人経済団体連合会・(株)鹿島研究所出版会

### 論文
- 『金価格の動向』1952年・財政17・大蔵財務協会
- 『保守党内閣とポンドの動向』1952年・財政17・大蔵財務協会
- 『経済復興計画第一次試案のくみたて』1948年・中央労働学園
- 『経済復興計画第一次試案の全貌』1948年・中央労働学園